# جينيفر كيربي
جينيفر كيربي (بالإنجليزية: Jennifer Kirby)‏ هي ممثلة بريطانية، ولدت في 18 أغسطس 1988 في ميلتون كينز في المملكة المتحدة.

## وصلات خارجية
- جينيفر كيربي على موقع IMDb (الإنجليزية)